# استیو لوشر
استیو لوشر (انگلیسی: Steve Locher؛ زادهٔ ۱۹ سپتامبر ۱۹۶۷) اسکی‌باز آلپاین اهل سوئیس است.